# Alihan Smaiylov
Älihan Ashanuly Smaiylov (em cazaque:  Әлихан Асханұлы Смайылов; Almati, 18 de dezembro de 1972) é um político cazaque, primeiro-ministro do Cazaquistão de 5 de janeiro de 2022 a 5 de fevereiro de 2024.
Anteriormente, atuou como primeiro vice-primeiro-ministro do Cazaquistão sob Askar Mamin. Ao mesmo tempo, atuou como Ministro das Finanças de setembro de 2018 a maio de 2020. Smaiylov foi indicado como o novo primeiro-ministro do Cazaquistão pelo presidente Kassym-Jomart Tokayev após os Protestos no Cazaquistão em 2022. Sua candidatura foi aprovada por unanimidade pelo parlamento do país.